# لانفيا كامارا
لانفيا كامارا (بالفرنسية: Lanfia Camara) (مواليد 3 أكتوبر 1986) هو لاعب كرة قدم غيني يلعب حاليًا لصالح نادي ريسينغ كلوب ميخيلين.

## روابط خارجية
- لانفيا كامارا على موقع قاعدة بيانات كرة القدم.إي يو (الإنجليزية)
- لانفيا كامارا على موقع ناشيونال فوتبول تيمز (الإنجليزية)
- لانفيا كامارا على موقع Soccerway.com (الإنجليزية)
- لانفيا كامارا على موقع كووورة
- صفحة اللاعب على إم تي إن نسخة محفوظة 2 مارس 2014 على موقع واي باك مشين.
- صفحة اللاعب على فوتبول داتابيز